# Ocesobates bregetovae
Ocesobates bregetovae är en kvalsterart som beskrevs av Shaldybina 1974. Ocesobates bregetovae ingår i släktet Ocesobates och familjen Chamobatidae. Inga underarter finns listade i Catalogue of Life.